# Shikanoko Nokonoko Koshitantan
Minha Amiga Nokotan É um Cervo (しかのこのこのここしたんたん, Shikanoko Nokonoko Koshitantan) é uma série de mangá japonesa escrita e ilustrada por Oshioshio. A serialização começou na revista de mangá shōnen da Kōdansha, Shōnen Magazine Edge, em novembro de 2019. Após o fim da revista em outubro de 2023, foi transferida para o site Magazine Pocket em dezembro do mesmo ano. Uma adaptação de série de anime para televisão produzida pelo Wit Studio estreou em 7 de julho de 2024.

## Enredo
Torako Koshi é uma popular e bonita estudante do ensino médio que tenta manter as aparências de uma beleza afetada e adequada. No entanto, um dia, ela resgata uma estranha garota-veado pendurada em alguns fios de energia no caminho para a escola. A garota logo se transfere para sua escola, se apresenta como Shikanoko e começa a arrastar Torako para suas travessuras bizarras, ameaçando expor seu passado oculto como uma violenta delinquente ianque, enquanto Torako parece ser a única que percebe algo errado com Noko.

## Personagens
Noko Shikanoko (鹿乃子のこ, Shikanoko Noko) / Nokotan (のこたん)
Voz de: Megumi Han
Torako Koshi (虎視虎子, Koshi Torako) / Koshitan (こしたん)
Voz de: Saki Fujita
Anko Koshi (虎視餡子, Koshi Anko)
Voz de: Rui Tanabe
Meme Bashame (馬車芽めめ, Bashame Meme)
Voz de: Rui Tanabe
Anko Koshi (虎視餡子, Koshi Anko)
Voz de: Fūka Izumi
Neko Nekoyamada (猫山田根子, Nekoyamada Neko)
Voz de: Yurika Kubo
Riku Tanukikōji (狸小路絹, Tanukikōji Riku)
Voz de: Rio Tsuchiya
Chiharu Tsubameya (燕谷千春, Tsubameya Chiharu)
Voz de: Chinatsu Akasaki

## Mídias

### Mangá
Escrito e ilustrado por Oshioshio, a série começou a serialização na revista de mangá shōnen da Kodansha, Shōnen Magazine Edge, em 15 de novembro de 2019. Depois que a edição final da Shōnen Magazine Edge foi publicada em 17 de outubro de 2023, a série foi transferida para o site da Magazine Pocket em 20 de dezembro do mesmo ano. Os capítulos da série foram coletados em sete volumes tankōbon em março de 2025. A série é licenciada em inglês pela Seven Seas Entertainment.

#### Lista de volumes
| N.º | Data de lançamento      | ISBN              |
| --- | ----------------------- | ----------------- |
| 1   | 17 de julho de 2020     | 978-4-06-520245-6 |
| 2   | 17 de fevereiro de 2021 | 978-4-06-522330-7 |
| 3   | 17 de fevereiro de 2022 | 978-4-06-526851-3 |
| 4   | 16 de fevereiro de 2023 | 978-4-06-530787-8 |
| 5   | 9 de maio de 2024       | 978-4-06-535574-9 |
| 6   | 9 de julho de 2024      | 978-4-06-536165-8 |
| 7   | 7 de março de 2025      | 978-4-06-538743-6 |

### Anime
Uma adaptação da série de anime para televisão foi anunciada em 13 de março de 2024. A série é produzida pelo Wit Studio e dirigida por Masahiko Ohta, com Takashi Aoshima escrevendo e supervisionando os roteiros, Ayumu Tsujimura desenhando os personagens e Yasuhiro Misawa compondo a música. A série estreou na Tokyo MX e BS NTV em 7 de julho de 2024. O tema de abertura "Shikairo Days" é interpretado por Megumi Han, Saki Fujita, Rui Tanabe e Fūka Izumi como seus respectivos personagens no Deer Club, enquanto o tema de encerramento "Shika-senbei no Uta" é interpretado por Han e Fujita como seus respectivos personagens. Remow licenciou a série e anunciou sua transmissão mundial no Anime Onegai, Crunchyroll e Prime Video. O anime também está disponível completo e de forma gratuita no aplicativo de streaming +SBT. Em 2025, passa a ser exibido na TV Cultura, através do programa Antimatéria. 